# Dai Nippon Printing
Dai Nippon Printing (大 日本 印刷, Dai Nippon), criada em 1876, é uma empresa de impressão japonesa. A empresa está envolvida em uma grande variedade de processos de impressão, que vão desde revistas até à sombra de máscaras para a produção de displays, bem como estruturas outcoupling, aperfeiçoamento para monitores LCD e de espalhamento para backlights. A empresa tem mais de 35.000 funcionários.